# Zilver(I)oxide
Zilver(I)oxide is een verbinding met de formule Ag2O. De verbinding komt voor als een fijn, donkerbruin tot zwart poeder. De verbinding wordt gebruikt om andere zilververbindingen te bereiden of om halogenen te binden.

## Synthese
Zilver(I)oxide wordt commercieel geleverd maar is ook eenvoudig te bereiden door een waterige oplossing van zilvernitraat te mengen met die van een alkali-hydroxide (bijvoorbeeld NaOH). Belangrijk is dat in deze reactie nauwelijks zilver(I)hydroxide wordt gevormd ten gevolge van de energetisch gunstige reactie naar zilver(I)oxide:
{\displaystyle {\ce {2 AgOH -> Ag2O + H2O}}}

## Eigenschappen
Zoals veel binaire oxiden vormt Ag2O een driedimensionaal polymeer met covalente metaal-zuurstof bindingen. Om die reden is te verwachten dat Ag2O onoplosbaar is in vrijwel alle oplosmiddelen, behalve als er een reactie optreedt. In water is het een beetje oplosbaar door de vorming van Ag(OH)2− en mogelijk daaraan via hydrolyse gerelateerde producten. In water hydrolyseert het slecht (1 deel op 40.000). Zilver(I)oxide lost wel op in ammonia.
Een suspensie van Ag2O reageert snel met oplossingen van de waterstofhalogeniden:
{\displaystyle {\ce {Ag2O + 2 HX -> 2 AgX + H2O}}}
waarbij HX = HF, HCl, HBr, of HI of HO2CCF3. Met oplossingen van de alkali-chloriden slaat snel zilverchloride neer, waarbij een oplossing van het corresponderende alkali-hydroxide ontstaat.
Zoals veel zilververbindingen is ook zilver(I)oxide lichtgevoelig. Boven 280 °C ontleedt de stof.

## Toepassingen
Zilver(I)oxide wordt gebruikt in de zilveroxidebatterij.
Zilver(I)oxide reageert makkelijk met liganden, zoals 1,3-digesubstitueerde imidazolium- of benzimidazolium-zouten, waarbij de overeenkomstige N-heterocyclische carbeencomplexen ontstaan. Deze stoffen worden gebruikt om carbenen te koppelen aan overgangsmetalen.